# Aidan Chambers
Aidan Chambers (Chester-le-Street, 27 december 1934 – 11 mei 2025) was een Brits schrijver.

## Levensloop
Na zijn middelbareschooltijd en militaire dienst volgde hij een opleiding tot docent Engels. Zijn eerste betrekking als docent was op een school in Southend-on-Sea, de plaats waar Dance on my grave zich afspeelt, waar hij geïntrigeerd raakte door het christendom. Hij besloot in 1960 om toe te treden tot een Anglicaanse kloostergemeenschap.
In 1967 verliet hij deze gemeenschap, tot het inzicht gekomen dat hij niet een waarlijk gelovige is, ook al voelde hij zich ook toen nog sterk aangetrokken tot de rijke christelijke geschiedenis en traditie. Intussen had Chambers de nodige ervaring opgedaan als schrijver, het vak dat hij in 1968 besloot als freelancer te gaan beoefenen. Hij stopte met het lesgeven.
In datzelfde jaar trouwde hij met Nancy Lockwood. Samen gaven ze het tijdschrift Signal uit, gewijd aan kinder- en jeugdliteratuur.
Chambers is meerdere keren onderscheiden voor zijn boeken, in 2002 won hij de prestigieuze Hans Christian Andersen prijs. In 2003 werd hem een eredoctoraat verleend door de Zweedse universiteit van Umeå, op 3 december 2008 ontving hij een eredoctoraat in de letteren van de universiteit van Gloucestershire.

## Dance Sequence
In 1975 besluit Chambers een begin te maken met zijn magnum opus: een zestal bij elkaar horende jeugdboeken, waarvan Breaktime (Verleden week) het eerste is. Overigens besluit Chambers pas bij het schrijven van het tweede boek dat het een serie moet worden, hij noemt deze zes boeken de Dance Sequence, ofwel opeenvolging van dansen. Niet alleen omdat dat tweede boek Dance on my grave heet, maar omdat hij aan een dans moet denken bij deze boeken, een dans van verhalen, personen, gebeurtenissen en ideeën. Maar ook een opeenvolging omdat elk boek op zichzelf staat. Elk van de boeken geeft een kijk op iemand die opgroeit tot volwassene, elk boek met een nadruk op een bepaald aspect.
- Verleden week gaat over lichamelijke, zintuiglijke ervaringen
- Je moet dansen op mijn graf over emotie en obsessie
- Nu weet ik het over de tegenstelling tussen geloof en rationeel denken
- De tolbrug over identiteit en het herkennen van vriendschap
- Niets is wat het lijkt over het verkennen van grenzen
- Dit is alles bevat elementen van al deze aspecten

Bijzonder is verder dat het laatste boek het enige is met een meisje als hoofdfiguur, in de andere boeken is dat een jongen.
In 1996 nam Dirk Terryn contact op met Aidan Chambers om De Tolbrug te bewerken tot een theatervoorstelling. Hij gaf het boek aan twee jonge acteurs die bij hem in het theateratelier hadden gezeten: Robby Cleiren en Pieter Embrechts. Later ook aan Sofie Sente. Zij startten allen samen aan een bewerking die verschillende edities zou kennen. In september 1998 konden ze hun première in deSingel (Antwerpen) spelen, in aanwezigheid van de auteur. Hun gezelschap, Ibycus, ontving hiervoor in 1999 de Hans Snoekprijs. Tussen 1977 en 2000 was dit de belangrijkste prijs voor jeugdtheater uit Nederland en Vlaanderen. HetPaleis nodigde Ibycus uit om deze voorstelling in 2001 te hernemen. De zoektocht naar eigenheid en zelfstandigheid leverde een geslaagde voorstelling op die niet alleen adolescenten aansprak, maar eveneens voor volwassenen een uitnodiging vormde om vermoedens en gemaakte keuzes tegen het licht te houden.
In 2011 speelde Marieke Dilles de hoofdrol een succesvolle bewerking van Dit is alles voor HetPaleis.
Je moet dansen op mijn graf werd door François Ozon verfilmd onder de titel Été 85. De geschiedenis van Barry en Hal werd die van David en Alex en het kader verschoof van de Engelse naar de Normandische kust. De film zou in 2020 in première gaan op het festival van Cannes maar het festival werd dat jaar door corona geschrapt. Enkele maanden later, nog steeds binnen corona-tijden en -invloeden, kwam de film dan in roulatie.
Chambers overleed op 90-jarige leeftijd.

## Werken
- De zesdelige Dance Sequence:
  - Verleden week (Breaktime) eerder uitgebracht onder de titel Lang weekend op drie manieren
  - Je moet dansen op mijn graf (Dance on my Grave)
  - Nu weet ik het (Now I Know)
  - De tolbrug (The Toll Bridge) - Zilveren griffel 1994
  - Niets is wat het lijkt (Postcards from No Man's Land) - Carnegie Medal 1999
  - Dit is alles. Het hoofdkussenboek van Cordelia Kenn (This Is All)

- Boeken voor jongere kinderen:
  - Het geheim van de grot (Seal secret) - Zilveren griffel 1985
  - Tirannen (The present takers) - Zilveren griffel 1986

- Boeken over jeugdliteratuur:
  - De leesomgeving (The reading environment)
  - Vertel eens (Tell me: children, reading & talk)

- Toneelstukken:
  - De tolbrug (Nederlandstalig, als co-auteur)
  - Bedtime story 
  - Only Once
  - The dream cage
  - Johnny Salter
  - The chicken run

- Over kinderen en lezen:
  - The reluctant reader
  - Reading talk
  - Booktalk